# Abacaria subfusca
Abacaria subfusca là một loài Trichoptera trong họ Hydropsychidae. Chúng phân bố ở miền Australasia.